# Why You Wanna Trip On Me
Pistes de Dangerous
Jam
(1) In the Closet
(3)
Why You Wanna Trip On Me est une chanson de Michael Jackson qui apparait en 2e piste de l'album Dangerous (1991). Cette chanson n'est pas sortie en single.

## Analyse
Cette chanson dénonce les problèmes sociaux qui persistent au début des années 1990, tels que l'analphabétisme (grown people who can't write or read, en français : « les adultes qui ne savent ni écrire ni lire ») le crime organisé (gang violence and bloodshed on the street, « la violence des gangs et le carnage dans les rues ») ou encore la famine (world hunger with no enough to eat, « un monde affamé avec pas assez à manger »), les brutalités policières et la prostitution. 
L'accompagnement est fait de notes brutales et percutantes, invitant l'auditeur à réagir face aux problèmes sociaux précédemment cités. Vocalement, la voix est grave, presque gutturale, comme pour montrer davantage la misère et la faiblesse des plus démunis et des plus fragiles.
L'introduction à la guitare est effectuée par Paul Jackson Jr. Cette introduction sera utilisée pour entamer le show lors de la performance de Michael Jackson lors de Super Bowl XXVII.
Le début de Why You Wanna Trip On Me devait être utilisé dans une version remix de They Don't Care About Us lors de la tournée This Is It qui fut annulée.
Why You Wanna Trip On Me n'a pas fait l'objet d'un vidéoclip mais figure dans la compilation vidéo Dangerous-The Short Films. La chanson est accompagnée d'images d'une publicité filmée par David Lynch reprenant des éléments de la pochette de l'album Dangerous.